# Каза Мадалена (Маса-Карара)
Каза Мадалена је насеље у Италији у округу Маса-Карара, региону Тоскана.
Према процени из 2011. у насељу је живело 10 становника. Насеље се налази на надморској висини од 833 м.